# Castillo de Ponferrada
El castillo de Ponferrada, también conocido como el castillo de los Templarios, es una fortaleza medieval situada en la ciudad española de Ponferrada, comarca de El Bierzo, provincia de León. Se alza sobre una colina en la confluencia de los ríos Boeza y Sil. Su estructura actual data principalmente del siglo XII al siglo XV, con múltiples ampliaciones y reformas a lo largo del tiempo.
Originalmente construido por la Orden del Temple en el siglo XII, el castillo jugó un papel crucial en la defensa y control de la región noroeste de España. Tras la disolución de la orden en el siglo XIV, la fortaleza pasó a manos de los Reyes Católicos y más tarde fue propiedad de diversos nobles, lo que llevó a nuevas ampliaciones y mejoras defensivas. El castillo es un ejemplo notable de arquitectura militar medieval, con un recinto de más de 8000 metros cuadrados de robustas murallas, torres de defensa, y un complejo sistema de patios y dependencias internas.
Hoy en día, el castillo de Ponferrada es uno de los principales atractivos turísticos de la comarca de El Bierzo, un hito como lugar de paso del Camino de Santiago, y está catalogado como Bien de Interés Cultural.

## Historia

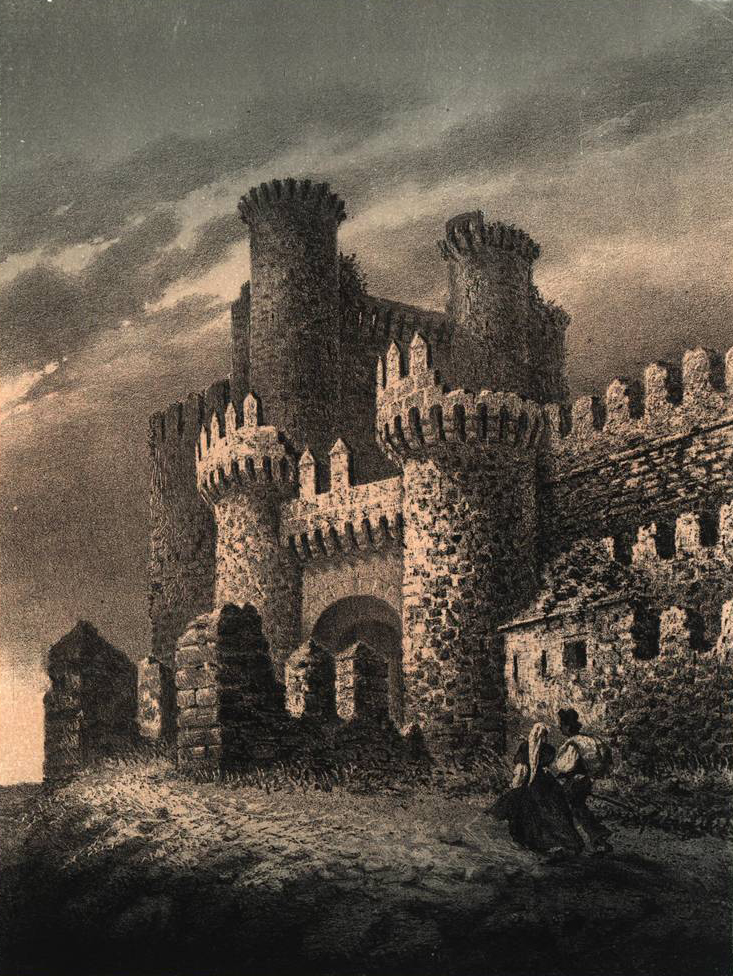
El castillo en un dibujo y litografía de Parcerisa en Recuerdos y bellezas de España (1855).

El castillo se emplaza en lo que, probablemente, en origen fue un castro celta, en una posición similar a la de otros de El Bierzo. Posteriormente se cree que fue un emplazamiento romano y visigodo.

### Edad Media
La Orden del Temple
Hacia 1178 el rey Fernando II de León (r. 1157-1188) permitió que los caballeros de la Orden del Templo establecieran una encomienda en la actual Ponferrada. En 1180 el rey expidió un fuero para la repoblación de la villa que había surgido un siglo antes, documentándose la primera fortificación hacia 1187.
En 1196, ante el ataque de Alfonso VIII de Castilla y debido al apoyo que recibió este reino por parte de los caballeros del Temple, Alfonso IX de León (r. 1188-1230), corona a la que apoya la Orden de San Juan, quita Ponferrada a los templarios. Tras varias disputas, en 1211 Alfonso IX hace las paces con los templarios: les donó la villa de Ponferrada a cambio de ceder a estos algunos castillos. Durante el reinado de Fernando IV (r. 1295-1312), ya unificados León y Castilla, se produjo en Francia el juicio contra los templarios, que ocasionó la disolución de la Orden. Para evitar la consiguiente confiscación de Ponferrada, el maestre leonés del Temple, Rodrigo Yánez, entregó la villa al hermano del rey, el infante don Felipe.
Los Castro y el Primer Conde de Lemos
En 1340, Alfonso XI (r. 1312-1350) donó Ponferrada a su mayordomo mayor, Pedro Fernández de Castro (el de la Guerra), quien seguramente comenzó la construcción del llamado castillo viejo de Ponferrada. Ponferrada y su castillo continuaron en poder de la rama gallega de los Castro hasta 1374. A partir de ese año permaneció en poder de diversos y sucesivos miembros de la familia real.
En 1440, Ponferrada pasó a Pedro Álvarez Osorio, primer conde de Lemos, que venía reclamándolo desde hacía tiempo. Fue este importante personaje gallego del siglo XV quien realizó las grandes obras que configuran la actual fortaleza de Ponferrada, que comprende: un castillo, el llamado Castillo Viejo, un recinto amurallado con sus barreras y un palacio renacentista.
Durante la Revuelta Irmandiña de 1467, en la que campesinos y caballeros gallegos se sublevaron contra los señores, las posesiones del Conde de Lemos, incluidas varias fortalezas gallegas y bercianas, fueron atacadas tras la muerte de su hijo Alonso. Los irmandiños llegaron a cercar el Castillo de Ponferrada, amenazando su caída. Sin embargo, gracias a un acuerdo entre el rey Enrique IV y el Conde de Trastámara, el castillo logró salvarse de su inminente derrota, lo que resultó en la victoria sobre los irmandiños.
Los Reyes Católicos
Tras diversas disputas y pleitos entre los herederos de Pedro Álvarez Osorio, Juana Osorio —la hija habida de su segundo matrimonio con María de Bazán— y Rodrigo Enríquez Osorio, segundo conde de Lemos —su nieto bastardo—, los Reyes Católicos adjudicaron Ponferrada a Juana Osorio. Rodrigo Osorio no acató la resolución y tras poner cerco a la fortaleza se apoderó de ella en 1485, iniciando así una rebelión contra los reyes. La Corona reaccionó formando un importante ejército —600 lanzas y de cinco a seis mil peones— bajo la dirección del almirante de Castilla con el fin de tomar todas las plazas y lugares del Bierzo que apoyaban al conde. Al no rendirse este, se emprendió un duro asedio con artillería a la fortaleza de Ponferrada, que fue tomada al asalto en el verano de 1486. Tras pasar Ponferrada a los Reyes Católicos —previamente al cerco de la fortaleza había comprado los derechos sobre la villa de Ponferrada a doña María de Bazán y sus hijos por 23 millones de maravedís—, se iniciaron obras de reparación y refuerzo de la fortaleza, pasando a ser temporalmente la residencia del primer Alcayde de Ponferrada y Corregidor de El Bierzo, don Juan de Torres de Navarra, primo de los monarcas.

### Edad Moderna
Durante los siglos XVII y XVIII el castillo fue gobernado por un corregidor en nombre de la Corona. El castillo fue perdiendo su importancia estratégica y militar, lo que llevó a su progresivo abandono y deterioro. 
Durante la Guerra de Independencia Española el castillo de Ponferrada fue utilizado brevemente por las tropas francesas. Los franceses lo usaron como punto de control y defensa debido a su posición estratégica, un área crucial para el control de las comunicaciones entre Galicia y el resto de la Península. Sin embargo, las condiciones del castillo en ese momento eran de considerable deterioro, lo que limitaba su eficacia como fortificación.
El castillo también fue escenario de enfrentamientos durante las retiradas y avances de las tropas napoleónicas. En 1809, tras la derrota de las tropas francesas en la Batalla de Villafranca del Bierzo, las fuerzas españolas, apoyadas por guerrilleros locales, lograron recuperar Ponferrada y tomar el control del castillo, aunque este intercambio de manos fue breve. La estructura del castillo sufrió daños debido a los combates. Tras la retirada de las tropas francesas y el fin del conflicto, el castillo fue abandonado nuevamente, cayendo en un estado de ruina progresiva.

### Edad Contemporánea
A partir de 1850 comenzó un periodo de fuerte declive para el castillo: el Ayuntamiento vendió los muros y utilizó sus piedras para construir unas cuadras públicas y un mercado adosados a las murallas, arrendó el interior como zona de pastos, e incluso permitió su explanación para ubicar un campo de fútbol. Por fin en 1924 se le concedió el rango de Monumento Nacional, con lo que se frenó el deterioro.
En la actualidad el castillo acoge anualmente las Noches Templarias, un evento cultural y festivo que recrea la época de los caballeros templarios que habitaron la fortaleza. Durante estas noches, el castillo y la ciudad vieja celebran actividades como desfiles, representaciones teatrales, música medieval y mercadillos artesanales. Uno de los momentos más destacados es la ceremonia de investidura, donde se escenifica el ingreso de nuevos caballeros en la Orden del Temple.

## Características

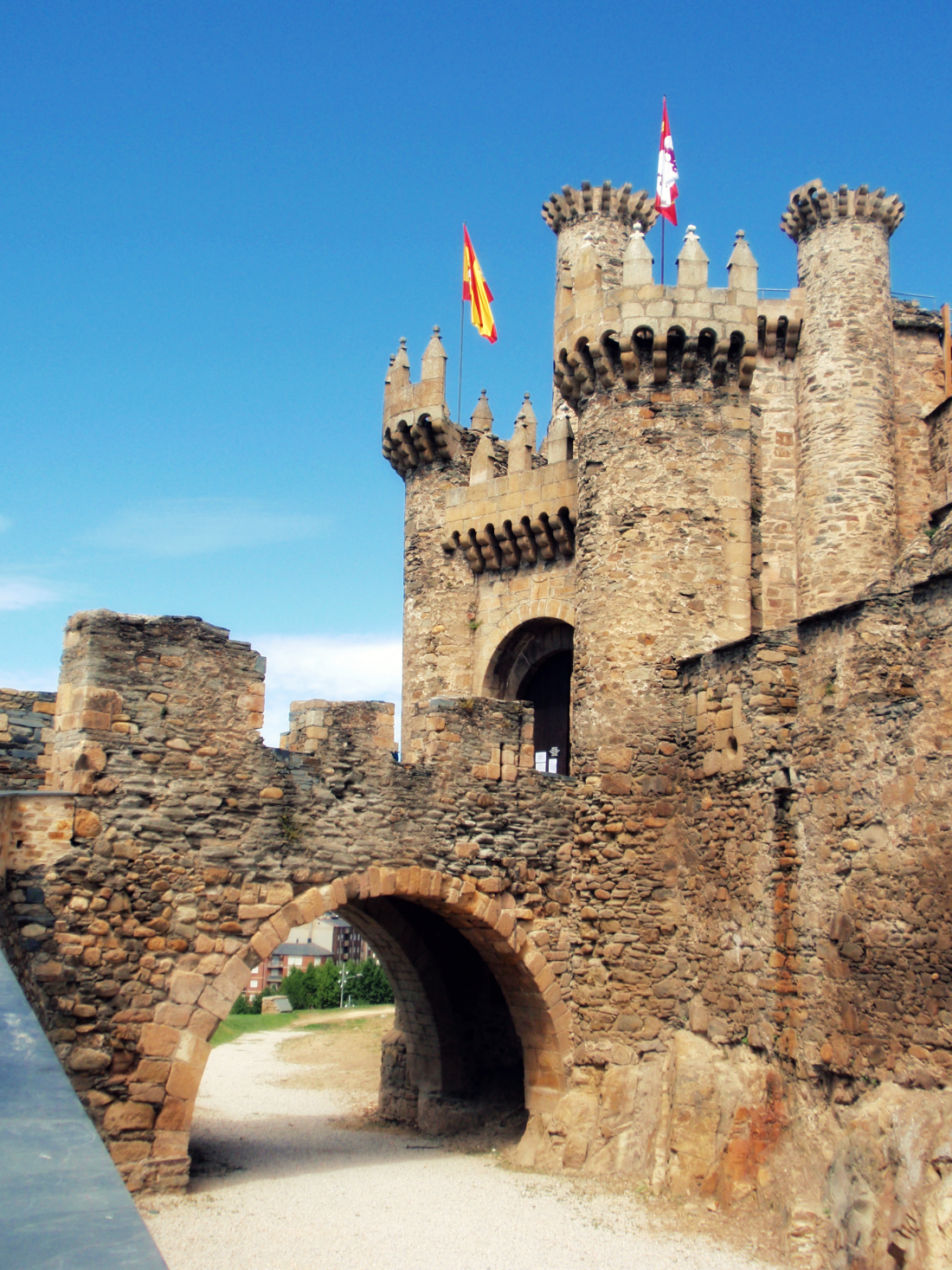
Vista del castillo.

En el recinto del castillo, con forma de polígono irregular, se distinguen dos partes diferenciadas: la parte norte, del siglo XII, y el resto, construido a lo largo del siglo XV, con algunas obras realizadas en los siglos XIX y XX. En tiempos pretéritos el castillo estuvo rodeado por un foso, excepto en el lienzo noroccidental, donde el río cumplía esa misma función.
En el interior existe un grupo de fortificaciones del siglo XII de origen templario: los restos de una barbacana en el acceso a un patio, al que abren la torre elíptica, parte del paseo de ronda, una torre que tuvo tres pisos, la torre del Malvecino y otra torre en la que destaca una puerta de arco apuntado, de gran valor artístico.
La fachada noroeste constituye un parapeto corrido que termina en la torre del Moclín, de planta hexagonal irregular. Bajo él se abría una nueva ronda que defendía el subterráneo que unía el castillo con un aljibe, situado en una torre albarrana.
La portada principal, de mampostería, está compuesta por dos torreones que flanquean un amplio arco de medio punto. Tras este arco se alzaban las puertas de acceso al patio en el que, a la izquierda, se sitúa la torre del homenaje, desde la que se accede al patio de armas.

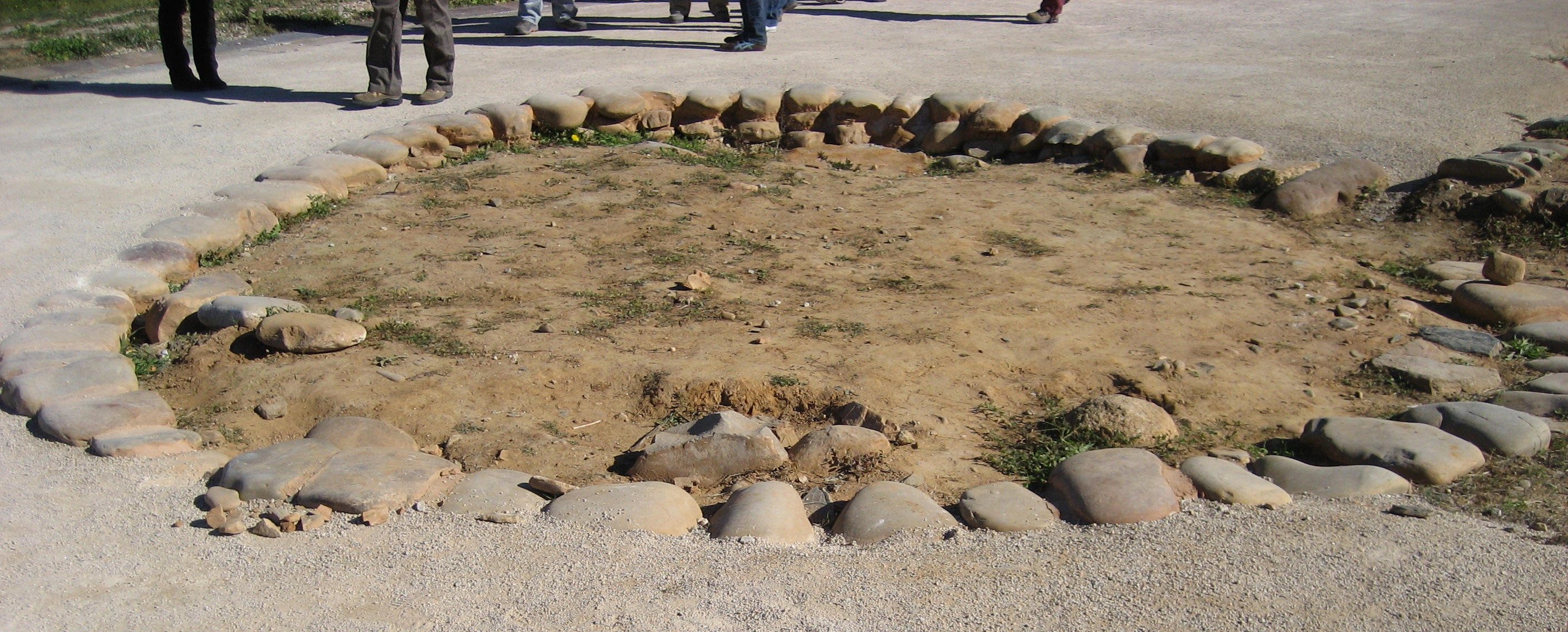
Restos perimetrales de construcciones circulares dentro del castillo de Ponferrada. Se presume puedan ser prerromanas.

Antes de entrar en el patio hay un recinto defensivo que conduce a la torre Cabrera, situada al sur y comunicada con la primera línea defensiva del lado este, en cuyo punto medio se alza una torre semicircular, destinada a calabozos y a la comunicación con la segunda línea de defensa. El paramento continúa hacia el norte, encontrándose otra torre cuadrada, antes de acceder a la torre de Malvecino, del siglo XV.
En el patio de armas, adosadas a otra línea defensiva, se encuentran varias dependencias, como la Galería de los Azulejos, derruidas y cubiertas de escombros debido a que 1811 una orden de la Regencia del Reino manda que vuelen las dependencias interiores (el daño no debió ser muy grande porque en 1815 se ofreció en sus salones un baile de sociedad) y a que desde que en 1848 el Ayuntamiento de Ponferrada, con la oposición frontal de la Comisión de Monumentos de Ponferrada, la empezase a utilizar como cantera local, llegando a volar sus muros en 1923 para la construcción de un campo deportivo.